# Corporação Petroquímica da China
A Corporação Petroquímica da China (中国石油化工集团公司), ou Grupo Sinopec, é o maior conglomerado de refinaria de petróleo, gás e petroquímica do mundo, administrado pela SASAC para o Conselho de Estado da República Popular da China. Ela está sediada em Chaoyangmenwai, em Pequim, China, do outro lado da estrada da sede da petroleira estatal e do concorrente China National Offshore Oil Corporation (ou Grupo CNOOC).
O Grupo Sinopec ficou em primeiro lugar no Top 500 de Empresas da China, em 2006 e em 2007, com sua receita anual superior a 1 trilhão de yuans chineses.
É a terceira maior empresa do mundo em termos de receita e a quinta maior em termos de empregados.

## Subsidiárias
Sua principal subsidiária, a Sinopec, comumente chamada de "Sinopec Limited", está listada na Bolsa de Valores de Hong Kong e na Bolsa de Valores de Xangai.
A Sinopec Ltd. está envolvida na produção de vários produtos petrolíferos, incluindo gasolina, diesel, combustível de aviação, querosene, etileno, fibras sintéticas, borracha sintética, resinas sintéticas e fertilizantes químicos, além da exploração de petróleo bruto e gás natural na China.

## Grupo Sinopec no Brasil
No Brasil, a Sinopec iniciou suas atividades em 2004, quando os governos brasileiro e chinês buscavam alianças estratégicas. O gasoduto Gasene tornou-se um dos maiores empreendimentos de cooperação entre os dois países. Nesse ínterim, a Sinopec e a Petrobras também assinaram um contrato de cooperação estratégica. Tendo uma base sólida, a Sinopec International Petroleum Service do Brasil Ltda. foi legalmente fundada em fevereiro de 2005 como subsidiária da Sinopec Service.
Em abril de 2006, após uma negociação longa e difícil, a Sinopec Service ganhou o contrato EPC do empreendimento Gascav (trecho sul do gasoduto Gasene de 1.370 km). Concluído com êxito ao final de 2007, o empreendimento Gascav foi considerado um dos projetos com melhor desempenho do ano pela Petrobras. O então presidente Lula da Silva avaliou positivamente o desempenho da Sinopec no Brasil. Gasene criou mais de 10.000 empregos locais.
No dia 27 de dezembro de 2007, a Sinopec Service celebrou um contrato com a Petrobras e tornou-se a contratada EPC do empreendimento Gascac(trecho norte do Gasene), que tem 974 km de extensão de Cacimbas a Catu. O projeto está em desenvolvimento.
Durante a visita do presidente Lula à Pequim em maio de 2009, um novo Memorando de Entendimento foi firmado entre a Sinopec e a Petrobras, sob o qual as duas empresas estabeleceram a cooperação em diversas áreas incluindo exploração, produção, refino, petroquímicos e o fornecimento de bens e serviços relacionados.
A Sinopec desenvolve diversas ações com foco em segurança, meio ambiente, saúde, educação profissional, promovendo geração de empregos e renda, qualificação profissional e a valorização das potencialidades locais.
Em 2010, a Sinopec se juntou a espanhola Repsol para criação de uma joint-venture no Brasil chamada Repsol Sinopec Brasil. Com a criação a Repsol passou a deter 60% do capital, enquanto a Sinopec fica com 40% das suas ações.